# Костін Павло Іванович
Павло Іванович Костін (нар. 30 червня 1951, Кіровське, Кримська область, РРФСР — пом. 13 вересня 1994) — радянський та український футбольний тренер.

## Життєпис
Закінчив факультет фізичного виховання Сімферопольського державного університету імені М. В. Фрунзе. Згодом тренував університетську команду.
У 1982 році призначений начальником команди «Колос» (Павлоград). У 1986 році команда змінила назву на «Шахтар», після чого Костін залишв клуб. Потім входив у тренерський штаб дніпропетровського «Дніпра» та запорізького «Металурга». Рішенням Федерації футболу СРСР направлений до Іраку, де тренував молодіжну збірну країни. За даними журналіста Гарринальда Немировського тренував юнацьку збірну Ірану, проте в результаті ірано-іракської війни змушений був перервати свій дворічний контракт.
З 1993 року по 1994 рік займав посаду тренера в сімферопольській «Таврії». У червні 1994 року призначений головним тренером клубу. Під його керівництвом «Таврія» провела 8 матчів (5 перемог, 1 нічия та 2 поразки). Свій останні матч біля керма команди провів 23 вересня 1994 року проти луцької «Волині», зустріч завершилася перемогою сімферопольців з розгромним рахунком (6:0).
У вересні 1994 року Костін разом зі своєю дружиною загинув в автокатастрофі. На згадку про нього телерадіокомпанія «Ніка» заснувала розіграш Кубку.